# São João da Barra
São João da Barra é um município da mesorregião do Norte Fluminense, no estado do Rio de Janeiro, no Brasil. Ocupa uma área de 462,611 km², contando com 32 747 habitantes (2010).

## História
Até a chegada dos portugueses ao Brasil, no século XVI, toda a região da foz do Rio Paraíba do Sul era ocupada pelos índios goitacá. A partir de 1630, a região passou a ser colonizada por pescadores provenientes de Cabo Frio. Data, dessa época, a construção da Ermida de São João Batista, que daria origem à Vila de São João Batista da Barra. No século XVIII, a vila tornou-se um importante ponto de passagem para o açúcar proveniente de Campos dos Goytacazes em direção a Salvador. Em 17 de junho de 1850, a vila foi elevada à condição de cidade por decreto do imperador brasileiro Dom Pedro II. Após um período de decadência durante a maior parte do século XX, a cidade voltou a prosperar com a descoberta de petróleo na Bacia de Campos no final desse século.

## Geografia
A área do município, segundo o Instituto Brasileiro de Geografia e Estatística, é de 462,611 km². Situa-se a 21° 38' 24" de latitude sul e 41° 03' 03" de longitude oeste e está a cerca de 334 quilômetros da capital fluminense. Seus municípios limítrofes são São Francisco de Itabapoana, a norte; Campos dos Goytacazes, a oeste e a sul; e o Oceano Atlântico, a leste.
De acordo com a divisão do Instituto Brasileiro de Geografia e Estatística vigente desde 2017, o município pertence às regiões intermediárias e imediatas de Campos dos Goytacazes.

### Relevo e hidrografia
O relevo é predominantemente plano. São 32 quilômetros de litoral, banhados pelo Oceano Atlântico. A planície costeira possui aproximadamente 30 km de largura, suas areias são quartzosas sendo pobre em nutrientes.
Também existem algumas ilhas que pertencem ao território São-Joanense. A Ilha do Graça, a Ilha das Cabritas, Ilha Tocos e a Ilha do Jair, além de outras ilhas menores, sendo todas elas fluviais. As mesmas são locais de te reprodução de aves marinhas como as garças.
São João da Barra possui uma única bacia hidrográfica; a bacia do rio Paraíba do Sul, cuja foz deságua ao norte do município no Oceano Atlântico. São encontrados também diversas lagoas em duas superfície dentre as principais podemos destacar as lagoas de Grussaí, lagoa de Iquipari, a lagoa do Açú, a lagoa Salgada e a lagoa do Taí.

### Clima
O clima São-joanense é caracterizado, segundo o Instituto Brasileiro de Geografia e Estatística, como tropical quente úmido (tipo Aw segundo Köppen), tendo temperatura média anual de 23,0 °C com invernos secos e amenos e verões chuvosos com temperaturas elevadas. A baixa incidência de chuvas nos meses de maio a agosto caracteriza o período de seca. O mês mais quente, fevereiro, tem temperatura média de 25,5 °C. E o mês mais frio, julho, de 20,4 °C.
Os ventos são constantes o ano todo, ventos sub úmidos do setor Nordeste, atingem as maiores velocidades nos meses de agosto a dezembro.
A precipitação média anual é de 1 200 mm, sendo julho o mês mais seco, quando ocorrem em média apenas 28 mm. Em novembro, o mês mais chuvoso, a média fica em torno dos 148 mm.

### Ecologia e meio ambiente
A vegetação original e predominante no município é a de Mata Atlântica e restinga, apesar de uma grande e considerável parte da mata nativa ter sido devastada nos últimos anos, principalmente para ceder lugar à malha urbana, áreas de pastagem, lavouras e abrir caminho para a construção de loteamentos e residenciais. Vários projetos foram e estão sendo realizados e planejados, para a criação de áreas de preservação, as unidades de conservação (UC) ou Áreas de Preservação Permanente (APP).
São João da Barra possui duas unidades de conservação, a Reserva Particular do Patrimônio Natural - RPPN Fazenda Caruaru de proteção integral que tem como objetivo proteger o ecossistema de restinga, além de abrigar porções de ambientes lacustres e áreas alagáveis, está localizada no distrito de Grussaí. E o Parque Estadual da Lagoa do Açú - PELAG, tem apenas 1% da sua área em São João da Barra a grande área do parque esta presente no município vizinho de Campos dos Goytacazes, o mesmo possui a finalidade de preservar remanescentes de vegetação nativa de mata atlântica como restinga, mangue e uma importante área alagada.

## Demografia
Em 2010, a população de São João da Barra segundo censo do Instituto Brasileiro de Geografia e Estatística (IBGE) era de 32 747 habitantes, sendo que 16 229 habitantes eram homens (49,6%) e 16 518 mulheres (50,4%). Ainda segundo o mesmo censo, mais da metade da população era urbana.

### Composição étnica
No censo de 2010, a população de São João da Barra era formada por 20 779 brancos (63,43%), 10 264 pardos (31,34%), 1 588 pretos (4,85%), 89 amarelos (0,3%) e 27 indígenas (0,08%).

## Economia
Em 1676 quando São João da Barra era uma Vila sua economia girava em torno da pesca, criação de gado e o início da cultura da cana. No início do século XIX, quando a Família Real se mudou para o Brasil, a Vila, que já se dedicava ao comércio, passou a suprir as necessidades da Corte. No início do século XX, os problemas de assoreamento da foz do rio Paraíba do Sul se intensificaram, forçando a venda da Companhia de Navegação, que já enfrentava problemas com a competição gerada pela abertura da navegação a navios estrangeiros. O que não permitiu que a cidade entrasse em decadência total foi o surgimento da Indústria de Bebidas Joaquim Thomaz de Aquino.
No final da década de 70, o município voltou a prosperar com a descoberta do Petróleo passando, assim, a receber royalties por ser município limítrofe aos campos produtores de petróleo, tornando-se definitivamente produtor a partir do ano de 2000. A partir de 2014, o Porto do Açú começou a operar na cidade, fazendo com que sua economia desse um grande salto. De acordo com dados do IBGE, no ano de 2014 e 2015, a cidade obteve o maior PIB per capita das cidades do estado do Rio de Janeiro, ficando assim em primeiro lugar. A nível nacional São João da Barra ficou em nono lugar.  O Imposto sobre Serviços (ISS) arrecadou 700 mil reais em 2004, seis anos depois, 2010, subiu para 12 milhões. A geração de emprego também aumentou, comparando os anos de 2010 com 2011, saiu de 400 para 1286 postos de trabalho.

### Turismo
Piscina no SESC em Grussaí, que teve que encerrar as atividades em maio de 2020 devido à crise financeira causada pela pandemia de COVID-19.
São João da Barra conta com diversas praias turísticas, como: Praia de Grussaí, Praia do Chapéu de Sol, Praia do Açu e Praia de Atafona, conhecida pelas ruínas de casas transgredidas pelo mar, tornando submersas algumas ruas da região, além da Lagoa de Iquipari e Lagoa do Salgado.
O Sesc Mineiro Grussaí e o Pontal de Atafona (local de encontro entre o Rio Paraíba do Sul e o mar) também constituem pontos de interesse à visitação. É uma cidade calma, tranquila e à beira-mar.
No verão de 2008, a cidade recebeu cerca de 400 000 turistas, principalmente da região de Campos dos Goytacazes e dos estados do Rio de Janeiro e Minas Gerais. Entretanto, ainda depende consideravelmente de Campos, maior município do Norte Fluminense, sobretudo nas áreas de saúde e educação de nível superior.
A cidade também é conhecida como a "terra do conhaque", por ter instalada a fábrica que produz o nacionalmente conhecido "Conhaque de Alcatrão São João da Barra", sendo importante ponto turístico e de visitação. A indústria leva o nome do seu fundador, Joaquim Thomaz de Aquino Filho, e foi fundada em 1908. 

## Pessoas Notáveis
- Narcisa Amália - Poetisa e primeira jornalista profissional brasileira